# Isallavi
Isallavi (auch: Isayavi oder Isallawi) ist eine Ortschaft im Departamento Oruro im Hochland des südamerikanischen Anden-Staates Bolivien. Die Ortschaft erlangte landesweiten Bekanntheitsgrad als Geburtsort des ehemaligen bolivianischen Staatspräsidenten Evo Morales.

## Lage im Nahraum
Isallavi ist eine Ortschaft im Ayllu Sullka im Kanton Orinoca im Municipio Andamarca in der Provinz Sud Carangas. Die Ortschaft liegt auf einer Höhe von 3783 m an den Nordost-Hängen des „Relambo Chuto“, der hier bis knapp 4000 m aus dem bolivianischen Hochland aufsteigt. Fünfzehn Kilometer westlich von Isallavi liegt der Poopó-See, zweitwichtigster Süßwasserspeicher auf dem bolivianischen Altiplano.

## Geographie
Isallavi liegt am östlichen Rand des bolivianischen Altiplano und westlich der Anden-Gebirgskette der Cordillera Central. Das Klima ist ein typisches Tageszeitenklima, bei dem die täglichen Temperaturschwankungen stärker ausfallen als die mittleren Schwankungen zwischen den Jahreszeiten.
Die mittlere Durchschnittstemperatur der Region liegt bei knapp 9 °C (siehe Klimadiagramm Pampa Aullagas) und schwankt zwischen 4 °C im Juni und Juli und 11 °C in den Sommermonaten von November bis März. Der Jahresniederschlag beträgt weniger als 300 mm, bei einer ausgeprägten Trockenzeit von April bis November mit Monatsniederschlägen unter 15 mm und einem Höchstwert von 75 mm im Januar.

## Verkehrsnetz
Isallavi liegt in einer Entfernung von 162 Straßenkilometern südlich von Oruro, der Hauptstadt des gleichnamigen Departamentos.
Bis vor wenigen Jahren war die Region nur über unbefestigte Straßenverbindungen erreichbar und wurde zweimal wöchentlich von einer Buslinie angefahren. Seit der Wahl von Evo Morales zum Staatspräsidenten hat die Region jedoch eine Aufwertung erfahren und ist jetzt mindestens aus südlicher Richtung über Pampa Aullagas und Santuario de Quillacas auf einer asphaltierten Straße zu erreichen, und auch die direktere Verbindung in nördlicher Richtung nach Oruro ist inzwischen teilweise asphaltiert.
Von Norden her, von Oruro, führt die Nationalstraße Ruta 12 in südwestlicher Richtung 62 Kilometer über Toledo bis Villa Copacabana. Von dort zweigt eine Landstraße nach Süden ab, die über Laca Laca Quita Quita nach Andamarca und Eduardo Avaroa führt und von dort weiter nach Orinoca. Isallavi liegt sieben Kilometer nördlich des kantonalen Verwaltungsortes Orinoca.

## Bevölkerung
Die Einwohnerzahl der Ortschaft Isallavi bei der Volkszählung 2012 betrug 33 Einwohner, die Region weist einen hohen Anteil an Aymara-Bevölkerung auf, im Municipio Andamarca sprechen 88,5 Prozent der Bevölkerung Aymara. Auch der Präsident Evo Morales stammt aus einer Aymara-Familie.

## Söhne und Töchter des Ortes
- Evo Morales[3][4][5]